# Пневмоцистис
Пневмоци́стис, также пневмоци́ста (лат. Pneumocystis) — малоизученный род грибов-аскомицетов, относящийся к монотипному классу Pneumocystidomycetes. Все представители рода — паразиты млекопитающих, в том числе человека.

## Описание
Мицелий отсутствует. Клетки грибов тонкостенные, неправильной формы, с одним ядром. У клеток имеются ответвления, проникающие в клетки лёгких поражённых животных. Иногда клетки становятся толстостенными и приобретают яйцевидную форму (возможно, превращаясь в аски), образуют 4—8 более мелких сначала шаровидных, затем серповидных клеток (возможно, аскоспор).

## Систематика
Ранее род Pneumocystis относили к протистам, однако позднее было показано, что пневмоцисты — примитивные грибы-аскомицеты, входящие в подотдел Taphrinomycotina. Кроме пневмоцист, паразитирующих на лёгких млекопитающих, в этот надкласс также включены делящиеся дрожжи, паразиты высших растений тафриномицеты и сожительствующие с различными деревьями неолектовые.

### Виды
- Pneumocystis carinii P. Delanoë & Delanoë, 1912
- Pneumocystis jirovecii Frenkel, 1999
- Pneumocystis murina Keely et al., 2004
- Pneumocystis oryctolagi Dei-Cas et al., 2006
- Pneumocystis wakefieldiae Cushion et al., 2005